# Coggiola
Coggiola est une commune italienne d'environ 2 000 habitants située dans la province de Biella dans la région Piémont dans le nord-ouest de l'Italie.

## Géographie
- Oasi Zegna

## Monuments et patrimoine
- Sanctuaire des Moglietti
- Sanctuaire du Cavallero

## Administration
| Période                                  | Période | Identité | Étiquette | Qualité |
| ---------------------------------------- | ------- | -------- | --------- | ------- |
|                                          |         |          |           |         |
| Les données manquantes sont à compléter. |         |          |           |         |

### Hameaux
Villa Sopra, Villa Sotto, Formantero, Ponte S.Giovanni, Vico, Zuccaro, Castello, Camplin, Viera, Rivò, Biolla, Viera Superiore, Casa Chieti, Piletta, Fervazzo

### Communes limitrophes
Ailoche, Caprile, Portula, Pray (Italie)